# Halder

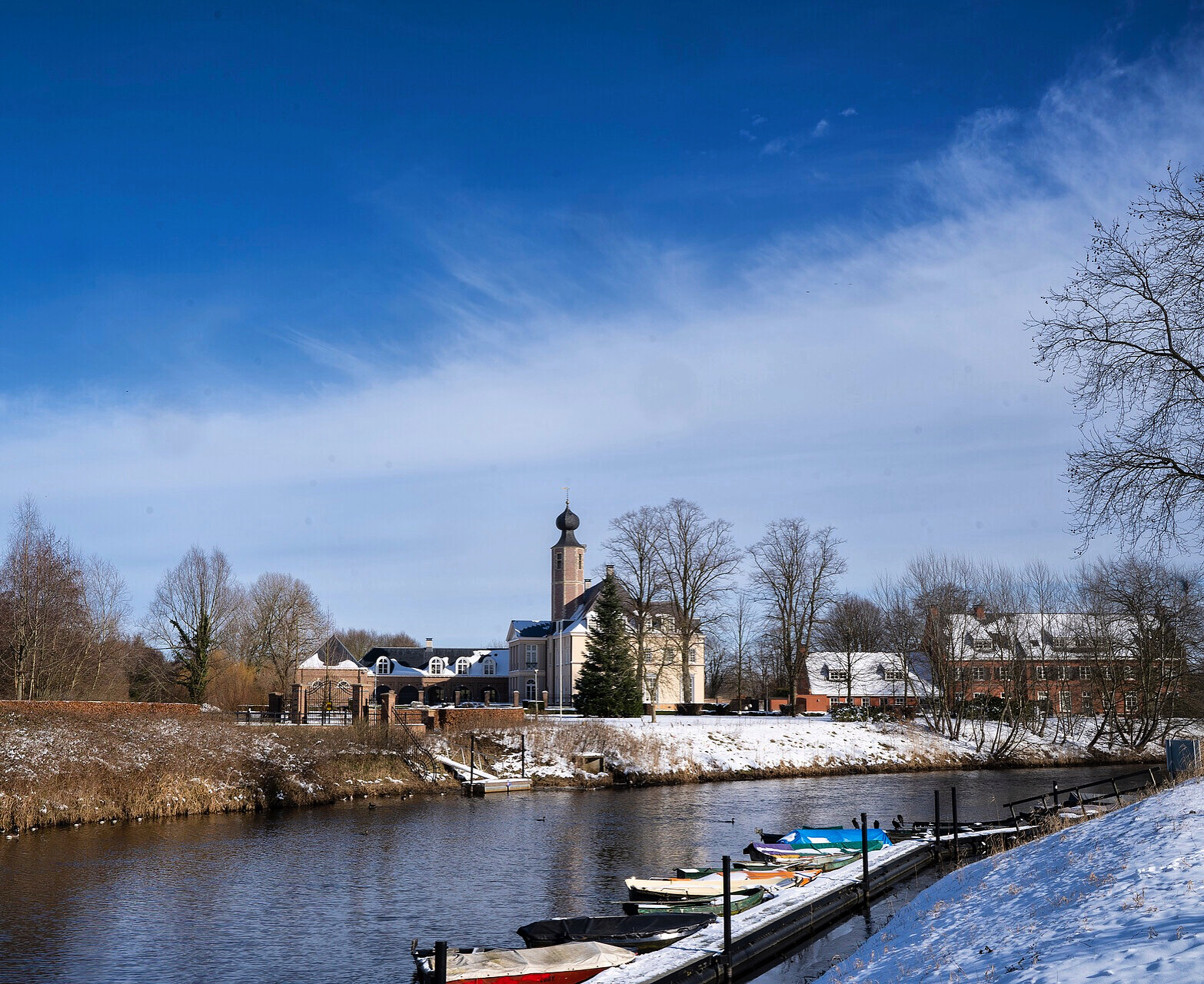
Kasteeltje Herlaar aan de Dommel

Halder is een buurtschap  in de provincie Noord-Brabant die deel uitmaakt van de gemeente Sint-Michielsgestel. De buurtschap ligt tussen Vught en Sint-Michielsgestel tegenover het natuurgebied Haanwijk en het landgoed Nieuw-Herlaar. De buurtschap ligt tussen de Dommel en de  Esschestroom, die een halve kilometer noordwestelijker samenvloeien.

## Muntschat
Bij het kanaliseren van de Esschestroom werd In 1962 in Halder een belangrijke archeologische muntschat gevonden, de zogenaamde Vughtse Muntschat. Deze wordt als een gesloten vondst beschouwd en uiteindelijk werden er 4817 munten beschreven. De schat gaf aanleiding tot meer dan een halve eeuw onderzoek van beroeps- en amateurarcheologen. Er is zelfs een oudheidkundig museum uit voortgekomen: Museum Romeins Halder, gevestigd bij landhuis Haanwijk.

## Evenementen
Jaarlijks worden de tweedaagse Halderse voorjaarsfeesten gehouden, die bezoekers trekken uit de wijde omgeving. Muziek, attracties en een vrijmarkt zijn de belangrijkste onderdelen van dit evenement. Voor de organisatie tekent carnavalsvereniging De Dors(t)vlegels.

## Buurtschap
De meeste inwoners van Halder zijn verenigd in buurtvereniging "Buurtschap Halder", opgezet door de inwoners zelf. Jaarlijks zijn er diverse bijeenkomsten voor een gezellige avond of dag.
Dorpen: Berlicum · Den Dungen · Gemonde · Maaskantje · Middelrode · Sint-Michielsgestel

Buurtschappen: Beekveld · Besselaar · De Bus · De Loofaert · De Hogert · Doornhoek · Haanwijk · Halder · Heikantse Hoeve · Hersend · Hezelaar · Hoek · Horzik · Kerkeind · Laar · Nijvelaar · Plein (Berlicum) · Plein (Sint-Michielsgestel) · Poeldonk · Ruimel · Tielse Hoeve · Wielsche Hoeven · Wamberg · Woud

Noord-Brabant: Steden en dorpen      Nederland: Provincies · Gemeenten